# Saint-Éloy-les-Mines
Saint-Éloy-les-Mines település Franciaországban, Puy-de-Dôme megyében. Lakosainak száma 3484 fő (2022. január 1.). Saint-Éloy-les-Mines Buxières-sous-Montaigut, Durmignat, Menat, Montaigut-en-Combraille, Moureuille és Youx községekkel határos.

## Népesség
A település népessége az elmúlt években az alábbi módon változott:
| Lakosok száma | 3652 | 3723 | 3940 | 3709 | 3651 | 3572 | 3492 | 3486 | 3484 |
|               | 2013 | 2015 | 2016 | 2017 | 2018 | 2019 | 2020 | 2021 | 2022 |